# Euoniticellus inaequalis
Euoniticellus inaequalis là một loài bọ cánh cứng trong họ Bọ hung (Scarabaeidae).